# Dravegny
Dravegny es una comuna francesa, situada en el departamento de Aisne, de la región de Alta Francia.

## Demografía
| 198 | 194 | 167 | 166 | 139 | 149 | 149 | 142 |
| Para los censos de 1962 a 1999 la población legal corresponde a la población sin duplicidades (Fuente: INSEE [Consultar]) |     |     |     |     |     |     |     |